# Lancia D50
Lancia D50 — гоночний автомобіль Формули-1, розроблений Вітторіо Яно для Lancia в 1954 році. У конструкції автомобіля було використано багато інноваційних функцій, таких як використання двигуна як напруженого елемента шасі, нецентральне розташування двигуна для зменшення загальноъ висоти та паливні комірки для кращого розподілу ваги та аеродинаміки. Було виготовлено шість автомобілів, і два з них виставлені в італійських музеях.

## Опис
D50 дебютував у перегонах наприкінці сезону Формули-1 1954 року в руках дворазового та чинного чемпіона світу, італійського гонщика Альберто Аскарі. У своєму першому заході Ascari взяв поул-позишн у кваліфікації та найшвидшому колі гонки, хоча зчеплення його автомобіля вийшло з ладу лише після десяти кіл. Після смерті Аскарі та у зростаючих фінансових труднощах родина Lancia продала свій контрольний пакет акцій компанії Lancia, а активи Scuderia Lancia були передані Scuderia Ferrari. Ferrari продовжувала розвивати автомобіль, хоча вони видалили багато з найбільш інноваційних конструкцій Джано, і автомобіль був перейменований як "Lancia-Ferrari D50", а пізніше просто "Ferrari D50". Хуан Мануель Фанхіо виграв Чемпіонат світу з пілотів 1956 року на цій машині, модифікованій Ferrari. За час змагань D50 брали участь у 14 Гран-прі Чемпіонату світу Формули-1, вигравши п’ять.

### Ferrari 801
D50 прожили до сезону 1957 року, значно модифіковані як "Ferrari 801", але були в основному неконкурентоспроможними проти останнього покоління Maserati 250F.